# Condylona isabella
Condylona isabella är en mångfotingart som beskrevs av Chamberlin 1941. Condylona isabella ingår i släktet Condylona och familjen storjordkrypare. Inga underarter finns listade i Catalogue of Life.